# Peter Meel

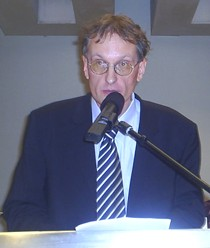
Peter Meel

Peter Johannes Jacobus Meel (Leiden, 18 augustus 1959) is een Nederlands historicus en surinamist.

## Werk
Peter Meel studeerde geschiedenis aan de Rijksuniversiteit Groningen en promoveerde in 1999 aan de Universiteit Utrecht op het proefschrift Tussen autonomie en onafhankelijkheid; Nederlands-Surinaamse betrekkingen 1954-1961. Hij werkte enkele jaren bij het Koninklijk Instituut voor Taal-, Land- en Volkenkunde in Leiden voor hij overstapte naar de Nederlandse Organisatie voor Wetenschappelijk Onderzoek (NWO). Hij begon er als secretaris van de Stichting voor Historisch Onderzoek (SHO), vervolgens was hij secretaris van de Stichting voor Taal, Spraak en Logica (TSL). Vanaf 1998 hield hij zich in brede zin met de geesteswetenschappen bezig, vanaf 2002 als plaatsvervangend directeur. In 2005 werd hij benoemd tot directeur van het Onderzoeksinstituut Geschiedenis van de Universiteit Leiden. Hij was redacteur van Oso, tijdschrift voor Surinamistiek en voorzitter van het bestuur van de Werkgroep Caraïbische Letteren van de Maatschappij der Nederlandse Letterkunde te Leiden, waarvan hij nog bestuurslid is.
Meel is gespecialiseerd in de geschiedenis van het twintigste-eeuwse Caraïbisch gebied, en dan in het bijzonder van Suriname. Hij is de bezorger van de nagelaten geschriften van taalkundige en creolist Jan Voorhoeve. Hij is de biograaf van de Surinaamse politicus en premier Henck Arron.
Citaat: "Ik zou bijna vergeten dat ik zelf ook historicus ben. Al beschikte ik niet over onderzoekstijd, in mijn NWO-jaren ben ik er altijd onderzoek bij blijven doen. Mijn belangstelling richt zich op het Caraïbisch gebied, in het bijzonder op de politieke en culturele geschiedenis van Suriname. Momenteel werk ik aan een biografie van Henck Arron. Een vooraanstaand politicus, onder wiens verantwoordelijkheid Suriname in 1975 onafhankelijk werd, maar wiens tegenstanders hem altijd hebben verweten de verloedering van Suriname in gang te hebben gezet. Ik heb het geluk gehad dat ik Arron vlak voor zijn overlijden uitvoerig over zijn politieke loopbaan kon interviewen. Die gesprekken hebben veel nieuwe gegevens boven tafel gebracht. Dit geldt ook voor de tientallen interviews die ik collega-politici heb afgenomen en het archiefonderzoek dat ik in Suriname en in Nederland heb verricht. Het gaat mij erom een evenwichtig portret van Arron te schetsen, waarin aandacht is voor de controverses die de man omgeven, maar waarin ik vooral recht doe aan de politicus die hij was en de tijd waarin hij leefde. Op het onderzoeksinstituut heerst de juiste ambiance om dit project te voltooien. Ik prijs mij ook gelukkig dat het KITLV op een steenworp afstand van het instituut te vinden is. Ik onderhoud goede contacten met de Caribisten die er werken. Bovendien bevat de bibliotheek van het KITLV de beste collectie boeken en tijdschriften op Caraïbisch gebied ter wereld. Wat wil een onderzoeker nog meer?"

## Verspreide publicaties
Peter Meel is auteur van boeken en artikelen over politiek en cultuur in Suriname. Zijn artikelen verschenen in Internationale Spectator, De Gids, Tijdschrift voor Geschiedenis, Bijdragen en Mededelingen betreffende de Geschiedenis der Nederlanden, Nieuwe West-Indische Gids/New West-Indian Guide, Oso, Tijdschrift voor Criminologie, European Review of Latin American and Caribbean Studies, Intermediair, SWI Forum, Ons Erfdeel en Poëziekrant. Hij schreef recensies voor de Weekkrant Suriname en De Ware Tijd Literair. Hij werkte verder mee aan diverse bundels en Festschrifte.

## Publicaties in boekvorm
- How to get to know the Caribbean: a student's guide. Leiden: Department of Caribbean Studies, Royal Institute of Linguistics and Anthropology, 1986.
- Op zoek naar Surinaamse normen. Nagelaten geschriften van Jan Voorhoeve (1950-1961). Geselecteerd, ingeleid en van aantekeningen voorzien door Peter Meel. Utrecht: CLACS & IBS, 1997, (Bronnen voor de Studie van Suriname, 20.),
- Tussen autonomie en onafhankelijkheid: Nederlands-Surinaamse betrekkingen 1954-1961. Leiden: Koninklijk Instituut voor Taal-, Land- en Volkenkunde, 1999, (Caribbean Series 19.) (Diss.)
- Twentieth-Century Suriname; Continuities and Discontinuities in a New World Society. Kingston: Ian Randle/Leiden: KITLV, 2001. Redactie samen met Rosemarijn Hoefte.
- Literatuur & maatschappij. [Bijzonder nummer van] Oso, tijdschrift voor Surinamistiek, 23 (2004), nr. 1, mei. Samenstelling en eindredactie samen met Michiel van Kempen.
- Ik ben een haan met een kroon op mijn hoofd; Pacificatie en verzet in koloniaal en postkoloniaal Suriname; Opstellen voor Wim Hoogbergen. Onder redactie van Peter Meel en Hans Ramsoedh. Amsterdam: Bert Bakker, 2007.
- Tropenlevens; De (post)koloniale biografie. Onder redactie van Rosemarijn Hoefte, Peter Meel en Hans Renders. Amsterdam/Leiden: Boom/KITLV Uitgeverij, 2008.
- Man van het moment. Een politieke biografie van Henck Arron. Amsterdam: Prometheus-Bert Bakker, 2014.